# El Granada
El Granada é uma região censo-designada localizada no estado americano da Califórnia, no Condado de San Mateo. O nome da região é homenagem a cidade de Granada, Espanha. Possui mais de 5 mil habitantes, de acordo com o censo nacional de 2020.

## Geografia
De acordo com o Departamento do Censo dos Estados Unidos, a região tem uma área de 13,4 km², dos quais 12,7 km² estão cobertos por terra e 0,6 km² (4,8%) por água.

### Localidades na vizinhança
O diagrama seguinte representa as localidades num raio de 16 km ao redor de El Granada.

## Demografia

### Censo 2020
Segundo o censo nacional de 2020, a sua população é de 5 481 habitantes e sua densidade populacional de 430,2 hab/km². Seu crescimento populacional na última década foi de 0,3%, bem abaixo do crescimento estadual de 6,1%.
Possui 2 283 residências que resulta em uma densidade de 179,2 residências/km² e um aumento de 3,9% em relação ao censo anterior. Deste total, 4,9% das unidades habitacionais estão desocupadas. A média de ocupação é de 2,5 pessoas por residência.
A renda familiar média é de 158 939 dólares e a taxa de emprego é de 65,0%.